# Vachellia xanthophloea
Espèce
Vachellia xanthophloea ou arbre à fièvre, est une espèce de plantes à fleurs de la famille des Fabaceae. C'est un arbre trouvé en Afrique.

## Description

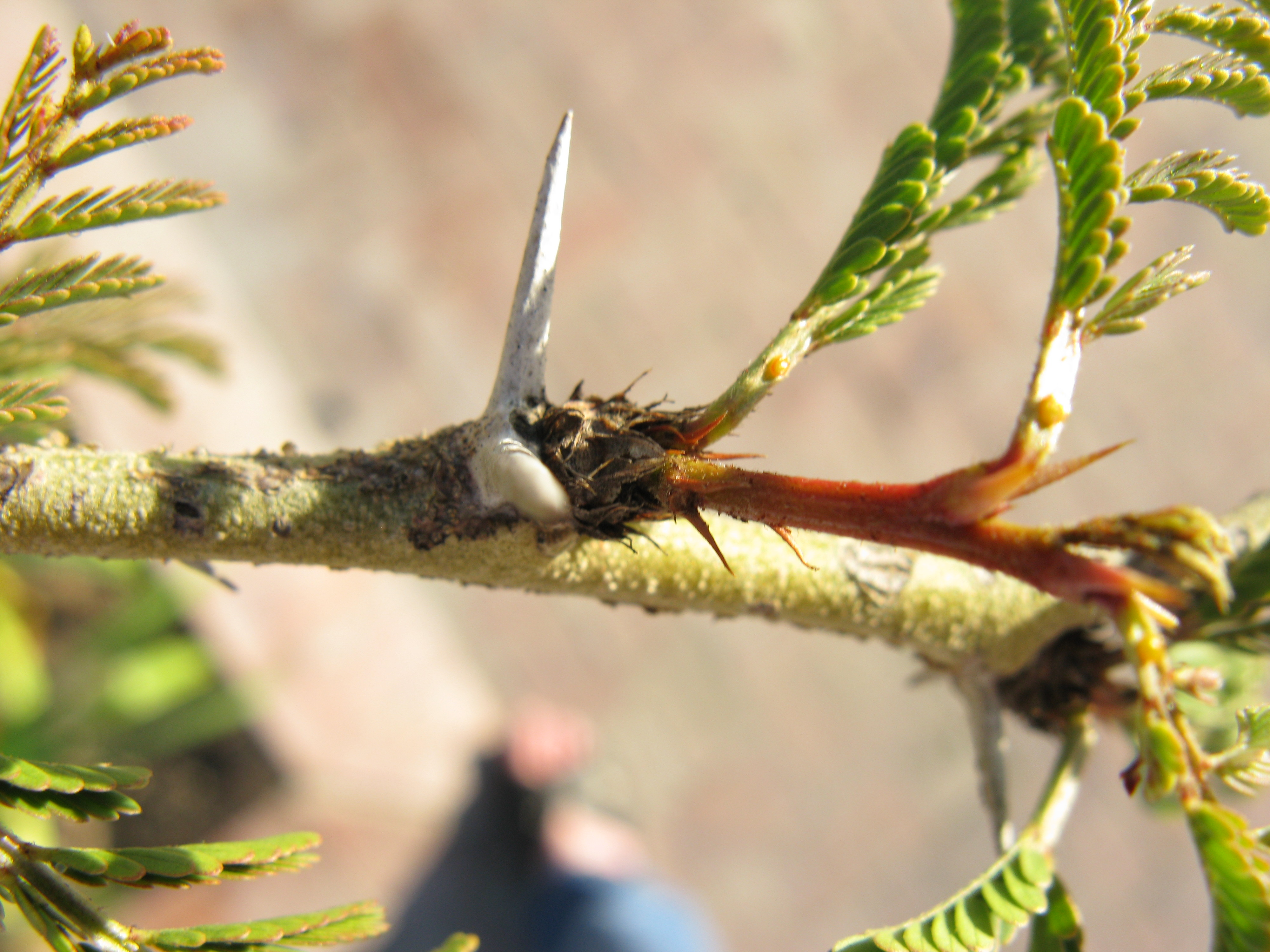
Rameaux et épines.

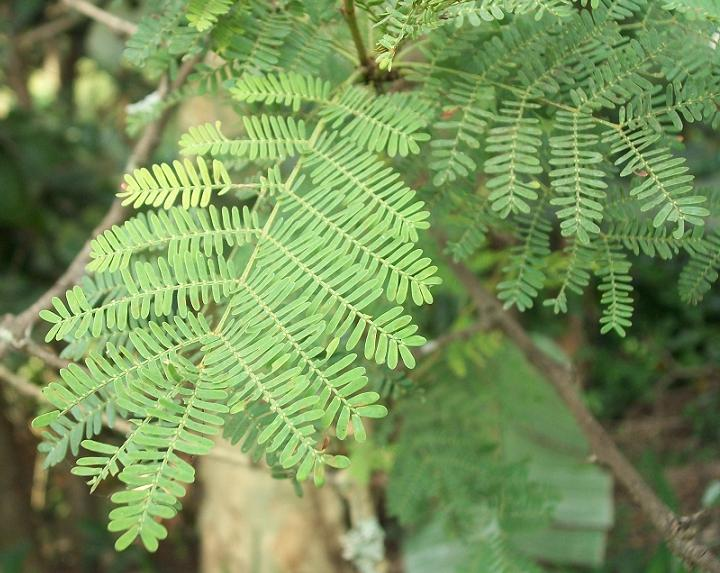
Feuillage.

Cet acacia devient un grand arbre au sommet aplati à maturité. Son écorce est jaunâtre et ses rameaux portent des épines blanchâtres pouvant atteindre 4 cm de longueur.
L'arbre a des feuilles caduques qui tombent au début de la saison des pluies.

## Répartition et habitat
Il pousse près de plans d'eau (rivières, mares, lacs) dans la région de la vallée du Grand Rift en Afrique, notamment aux alentours des lacs Naivasha et Nakuru. Les moustiques de cette région pouvant transmettre la malaria, l'arbre a été assimilé à la maladie même s'il n'est pas impliqué, d’où son nom d’« arbre à fièvre ».

## Rôles écologiques et utilisation
Les arbres de cette espèce ont plusieurs rôles écologiques, tels que fournir de l'ombrage et de la nourriture aux animaux, mais aussi d'enrichir les sols grâce à la capacité commune à toutes les Fabaceae de fixer le diazote atmosphérique.
Les humains peuvent les planter pour ces raisons, par exemple afin de fournir ombrage et nourriture aux chèvres, mais aussi à des fins ornementales ou comme stabilisateur des berges de cours d’eau. Le bois est utilisé comme combustible, pour construire des poteaux, comme source de tanin pour l'industrie du cuir ou pour produire divers objets sculptés